# Liên hoan phim quốc tế Hà Nội lần thứ 3
Liên hoan phim quốc tế Hà Nội lần thứ 3 là lần thứ 3 tổ chức của Liên hoan phim quốc tế Hà Nội với khẩu hiệu "Điện ảnh - Hội nhập và phát triển bền vững". Liên hoan phim khai mạc vào ngày 23 tháng 11 năm 2014 và bế mạc vào ngày 27 tháng 11 năm 2014 tại Cung Văn hóa Hữu nghị Hà Nội.

## Tổ chức
Tối 23 tháng 11 năm 2014, tại Cung Văn hóa Hữu nghị Hà Nội, lễ khai mạc liên hoan phim đã diễn ra với sự tham gia của hơn 1.000 đại biểu, khách mời. Trong đó, có khoảng 150 đại biểu, khách mời người nước ngoài đến từ nhiều quốc gia như Mỹ, Anh, Philippines, Trung Quốc, Nhật Bản, Indonesia… góp mặt để cùng chung tay cho khẩu hiệu "Điện ảnh – Hội nhập và phát triển bền vững".
Cùng với hạng mục "Phim dự thi" (gồm phim dài, phim ngắn, phim dự giải NETPAC), LHP năm nay còn có các chương trình phim đáng chú ý như: "Chương trình điện ảnh thế giới" (World Cinema), "Chương trình phim Việt Nam hôm nay", "Chương trình tiêu điểm điện ảnh Philippines", "Chương trình phim được giải thưởng NETPAC". Nhiều hoạt động đã diễn ra trong khuôn khổ liên hoan phim lần này, trong đó, "Chợ dự án phim" lần đầu tiên được tổ chức.
So với lần đầu tiên tổ chức (năm 2010), HANIFF 2014 thu hút số lượng phim gấp 5 lần của các quốc gia gửi đến tham dự. Từ 411 phim của 39 quốc gia và vùng lãnh thổ, Ban tổ chức HANIFF đã tuyển chọn được 130 phim của 33 quốc gia để đưa vào tranh giải ở các hạng mục.
Sau đây là các sự kiện chính của liên hoan phim:
| Ngày           | Sự kiện                                                                                   | Địa điểm                                  |
| -------------- | ----------------------------------------------------------------------------------------- | ----------------------------------------- |
| 22 tháng 11    | Họp báo Liên hoan phim                                                                    | Khách sạn Daewoo Hà Nội                   |
| 22–23 tháng 11 | Đón khách                                                                                 | Sân bay quốc tế Nội Bài                   |
| 22–23 tháng 11 | Đón khách                                                                                 | Khách sạn Daewoo Hà Nội                   |
| 23 tháng 11    | Khai mạc Triển lãm “Quảng bá bối cảnh quay phim và những điểm đến nổi tiếng của Việt Nam” | Khách sạn Daewoo Hà Nội                   |
| 23 tháng 11    | Lễ khai mạc                                                                               | Cung Văn hóa Hữu nghị Việt - Xô           |
| 23–27 tháng 11 | Chương trình "Trại sáng tác trẻ”                                                          | Khách sạn Daewoo Hà Nội                   |
| 23–27 tháng 11 | Chiếu phim tại các rạp, gặp gỡ giữa khán giả và đoàn làm phim                             | Trung tâm Chiếu phim Quốc gia             |
| 23–27 tháng 11 | Chiếu phim tại các rạp, gặp gỡ giữa khán giả và đoàn làm phim                             | Rạp chiếu phim Tháng Tám                  |
| 23–27 tháng 11 | Chiếu phim tại các rạp, gặp gỡ giữa khán giả và đoàn làm phim                             | Rạp chiếu phim Kim Đồng                   |
| 23–27 tháng 11 | Chiếu phim tại các rạp, gặp gỡ giữa khán giả và đoàn làm phim                             | Rạp chiếu phim CGV Vincom Center Bà Triệu |
| 23–27 tháng 11 | Chiếu phim tại các rạp, gặp gỡ giữa khán giả và đoàn làm phim                             | Rạp chiếu phim CGV Mipec Tower            |
| 24 tháng 11    | Hội thảo “Hợp tác sản xuất phim giữa Việt Nam và các nước”                                | Khách sạn Daewoo Hà Nội                   |
| 24–25 tháng 11 | Chương trình “Chợ dự án làm phim”                                                         | Khách sạn Daewoo Hà Nội                   |
| 25 tháng 11    | Tham quan Tràng An, Ninh Bình                                                             | Khu du lịch sinh thái Tràng An            |
| 26 tháng 11    | Tham quan Bảo tàng Dân tộc học                                                            | Bảo tàng Dân tộc học Việt Nam             |
| 26 tháng 11    | Tọa đàm “Sản xuất và phổ biến phim độc lập - Kinh nghiệm từ điện ảnh Philippine”          | Khách sạn Daewoo Hà Nội                   |
| 26 tháng 11    | Hoạt động “Đêm Gala Hà Nội”                                                               | Hoàng thành Thăng Long                    |
| 27 tháng 11    | Lễ bế mạc và trao giải                                                                    | Cung Văn hóa Hữu nghị Việt - Xô           |

## Ban giám khảo, cố vấn

### Ban giám khảo
Cũng như các năm trước, liên hoan phim năm nay thành lập 3 ban giám khảo.

#### Phim dài
- Ông Kirill Razlogov : Giám đốc chương trình Liên hoan phim quốc tế Moskva – Trưởng ban
- Ông Niv Fichman : nhà sản xuất phim – Thành viên
- Ông Peque Gallaga : đạo diễn – Thành viên
- Ông Lee Doo-yong : đạo diễn – Thành viên
- Bà Phạm Thị Hồng Ánh : diễn viên – Thành viên

#### Phim ngắn
- Ông Lê Lâm : Giám đốc nghệ thuật, giáo sư Trường IDHEC – Trưởng ban
- Ông Joe Bateman : Giám đốc Liên hoan phim ngắn Rushes Soho – Thành viên
- Ông Bùi Thạc Chuyên : Giám đốc Trung tâm Hỗ trợ và Phát triển tài năng Điện ảnh, đạo diễn – Thành viên

#### Giải NETPAC
- Bà Jeannette Paulson Hereniko : nhà sản xuất, biên kịch truyền hình – Trưởng ban
- Ông Hauvick Habechian : nhà phê bình điện ảnh – Thành viên
- Ông Lưu Nghiệp Quỳnh : nhà văn, nhà biên kịch – Thành viên

### Ban cố vấn
Ngoài ban giám khảo, liên hoan phim còn có 2 cố vấn. Ban cố vấn Liên hoan phim quốc tế Hà Nội lần thứ 3 chịu trách nhiệm tư vấn, giới thiệu phim và các chương trình của Liên hoan phim.
- Bà Aruna Vasudev : tác giả, nhà phê bình phim, biên tập viên – Cố vấn Liên hoan phim
- Ông Philip Cheah : nhà phê bình điện ảnh, biên tập viên – Cố vấn và tuyển chọn phim

## Phim dự thi

### Phim dài
Có 11 bộ phim tranh giải ở hạng mục Phim dài.
| STT | Tựa                       | Tựa                               | Tựa                                 | Đạo diễn            | Thời lượng | Năm sản xuất | Quốc gia    |
| STT | Tiếng Việt                | Tiếng Anh                         | Gốc                                 | Đạo diễn            | Thời lượng | Năm sản xuất | Quốc gia    |
| --- | ------------------------- | --------------------------------- | ----------------------------------- | ------------------- | ---------- | ------------ | ----------- |
| 1   | Nagima                    | Nagima                            | Nagima                              | Zhanna Issabayeva   | 78 phút    | 2013         | Kazakhstan  |
| 2   | Camera                    | Camera                            | Camera                              | James Leong         | 95 phút    | 2013         | Singapore   |
| 3   | Cinta/Mati                | Cinta/Mati                        | Cinta/Mati                          | Ody C. Harahap      | 95 phút    | 2013         | Indonesia   |
| 4   | Đường về nhà              | Way Back Home                     | 집으로 가는 길 / Jibeuro Ganeun Gil | Bang Eun-jin        | 130 phút   | 2013         | Hàn Quốc    |
| 5   | Tâm hồn trống rỗng        | The Voiding Soul                  | സ്വപാനം / Swapaanam                    | Shaji N. Karun      | 147 phút   | 2014         | Ấn Độ       |
| 6   | Người đóng quan tài       | The Coffin Maker                  | Magkakabaung                        | Jason Paul Laxamana | 102 phút   | 2014         | Philippines |
| 7   | Cá và mèo                 | Fish & Cat                        | ماهی و گربه / Mahi va Gorbeh        | Shahram Mokri       | 94 phút    | 2013         | Iran        |
| 8   | Hai người phụ nữ          | Two Women                         | Две женщины / Dve zhenshchiny       | Vera Glagoleva      |            | 2014         | Nga         |
| 9   | Sức nặng                  | The Weight of Elephants           | The Weight of Elephants             | Daniel Borgman      |            | 2013         | New Zealand |
| 10  | Đập cánh giữa không trung | Flapping in the Middle of Nowhere | Đập cánh giữa không trung           | Nguyễn Hoàng Điệp   | 103 phút   | 2014         | Việt Nam    |
| 11  | Những đứa con của làng    | The Children of the Village       | Những đứa con của làng              | Nguyễn Đức Việt     | 89 phút    | 2014         | Việt Nam    |

Chú thích
Tựa phim thể hiện phim giành giải xuất sắc nhất
Tựa phim thể hiện phim giành giải Ban giám khảo và lọt top 5 đề cử
Tựa phim thể hiện phim lọt top 5 đề cử

### Giải NETPAC
Có 2 phim được chọn để tranh giải NETPAC cùng với 7 phim trong danh sách tranh giải Phim dài.
| STT | Tựa                       | Tựa                               | Tựa                                 | Đạo diễn            | Thời lượng | Năm sản xuất | Quốc gia        |
| STT | Tiếng Việt                | Tiếng Anh                         | Gốc                                 | Đạo diễn            | Thời lượng | Năm sản xuất | Quốc gia        |
| --- | ------------------------- | --------------------------------- | ----------------------------------- | ------------------- | ---------- | ------------ | --------------- |
| 1   |                           | Alone                             | 孤独 / Gudu                         | Wang Bing           |            |              | Pháp, Hồng Kông |
| 2   |                           | The Singing Pond                  | හෝ ගානා පොකුණ / Ho Gaana Pokuna          | Indika Ferdinando   |            |              | Sri Lanka       |
| 3   | Camera                    | Camera                            | Camera                              | James Leong         | 95 phút    | 2013         | Singapore       |
| 4   | Cinta/Mati                | Cinta/Mati                        | Cinta/Mati                          | Ody C. Harahap      | 95 phút    | 2013         | Indonesia       |
| 5   | Đường về nhà              | Way Back Home                     | 집으로 가는 길 / Jibeuro Ganeun Gil | Bang Eun-jin        | 130 phút   | 2013         | Hàn Quốc        |
| 6   | Tâm hồn trống rỗng        | The Voiding Soul                  | സ്വപാനം / Swapaanam                    | Shaji N. Karun      | 147 phút   | 2014         | Ấn Độ           |
| 7   | Người đóng quan tài       | The Coffin Maker                  | Magkakabaung                        | Jason Paul Laxamana | 102 phút   | 2014         | Philippines     |
| 8   | Đập cánh giữa không trung | Flapping in the Middle of Nowhere | Đập cánh giữa không trung           | Nguyễn Hoàng Điệp   | 103 phút   | 2014         | Việt Nam        |
| 9   | Những đứa con của làng    | The Children of the Village       | Những đứa con của làng              | Nguyễn Đức Việt     | 89 phút    | 2014         | Việt Nam        |

Chú thích
Tựa phim thể hiện phim giành giải NETPAC

### Phim ngắn
Có 30 bộ phim tranh giải ở hạng mục Phim ngắn.
| STT | Tựa                                                   | Tựa                                               | Tựa                                                   | Thời lượng | Năm sản xuất | Thể loại            | Quốc gia        |
| STT | Tiếng Việt                                            | Tiếng Anh                                         | Gốc                                                   | Thời lượng | Năm sản xuất | Thể loại            | Quốc gia        |
| --- | ----------------------------------------------------- | ------------------------------------------------- | ----------------------------------------------------- | ---------- | ------------ | ------------------- | --------------- |
| 1   | Tiệc chia tay                                         | A Farewell Party                                  | A Farewell Party                                      | 12'45''    | 2014         | Fiction/ Truyện     | Úc              |
| 2   | André Menras - Một người Việt                         | André Menras - A Vietnamese                       | André Menras - Một người Việt                         | 30'        |              | Doc/Tài liệu        | Việt Nam        |
| 3   | Campuchia 2099                                        | Cambodia 2099                                     | Cambodia 2099                                         | 21'        | 2014         | Fiction/ Truyện     | Campuchia, Pháp |
| 4   | Đóng vào, mở ra                                       | Close, Open                                       | Đóng vào, mở ra                                       | 22'        |              | Fiction/ Truyện     | Việt Nam        |
| 5   | Chuyện vặt                                            | Crack                                             | Crack                                                 | 7'15''     |              | Animation/Hoạt hình | Hàn Quốc        |
| 6   | Tiếng vỗ tay lúc hạ màn                               | Curtain Call                                      | Tiếng vỗ tay lúc hạ màn                               | 8'15''     | 2014         | Fiction/ Truyện     | Hàn Quốc        |
| 7   | Quá đủ                                                | Enough                                            | Enough                                                | 13'20''    |              | Fiction/ Truyện     | Ấn Độ           |
| 8   | Sắc màu cuộc sống                                     | Fighting For                                      | Fighting For                                          | 19'        | 2014         | Fiction/ Truyện     | Hồng Kông       |
| 9   | Cô gái đến từ tương lai                               | The Girl from Tomorrow                            | 来自未来的陪伴                                        | 14'        | 2014         | Fiction/ Truyện     | Malaysia        |
| 10  | Gyges                                                 | Gyges                                             | Gyges                                                 | 21'        | 2014         | Fiction/ Truyện     | Đài Loan        |
| 11  | Chăn cừu                                              | Herding                                           | Herding                                               | 23'        | 2014         | Fiction/ Truyện     | Kyrgyzstan      |
| 12  | Tôi đi bán tôi                                        | I Sell Myself                                     | Tôi đi bán tôi                                        | 15'40''    |              | Doc/Tài liệu        | Việt Nam        |
| 13  | Đi nhờ xe                                             | Jack Boy                                          | 잭보이                                                | 19'        | 2014         | Fiction/ Truyện     | Hàn Quốc        |
| 14  | Ngày mai                                              | The Day After                                     | Kinabukasan                                           | 17'        |              | Fiction/ Truyện     | Philippines     |
| 15  | Buổi thử vai cuối cùng                                | The Last Audition                                 | The Last Audition                                     | 15'        |              | Fiction/ Truyện     | Ấn Độ           |
| 16  | Con đường ruộng đất                                   | Agraria Road                                      | Lebuh Agraria                                         | 30'        | 2014         | Doc/Tài liệu        | Malaysia        |
| 17  | Ánh sáng giữa tầng không                              | Light in the Air                                  | Ánh sáng giữa tầng không                              | 24'        |              | Doc/Tài liệu        | Việt Nam        |
| 18  | Mỵ Châu - Trọng Thủy                                  | My Chau - Trong Thuy                              | Mỵ Châu - Trọng Thủy                                  | 30'        |              | Animation/Hoạt hình | Việt Nam        |
| 19  | Điểm dừng đỏ                                          | Red Stop                                          | Red Stop                                              | 10'        |              | Fiction/ Truyện     | Ấn Độ           |
| 20  | Nơi chỉ riêng ta biết                                 | Somewhere Only We Know                            | วันเวลาที่ผ่านเลยไป                                       | 20'        | 2014         | Fiction/ Truyện     | Thái Lan        |
| 21  | Bù nhìn rơm                                           | Straw Man                                         | Bù nhìn rơm                                           | 10'        |              | Animation/Hoạt hình | Việt Nam        |
| 22  | Trò chuyện với bạn thân                               | Talking To My Best Friend                         | Trò chuyện với bạn thân                               | 13'        |              | Doc/Tài liệu        | Việt Nam        |
| 23  | Trốn chạy                                             | The Escapee                                       | Trốn chạy                                             | 15'05''    |              | Fiction/ Truyện     | Việt Nam        |
| 24  | Người viết thư thuê cuối cùng ở Thành phố Hồ Chí Minh | The Last Public Letter Writer In Ho Chi Minh City | Người viết thư thuê cuối cùng ở Thành phố Hồ Chí Minh | 19'        |              | Doc/Tài liệu        | Việt Nam        |
| 25  | Anh chàng bể bơi                                      | The Pool Man                                      | 泳漾                                                  | 30'        | 2013         | Fiction/ Truyện     | Đài Loan        |
| 26  | Đuôi của thằn lằn                                     | The Tail of Lizard                                | Đuôi của thằn lằn                                     | 12'        |              | Animation/Hoạt hình | Việt Nam        |
| 27  | Chờ đợi sắc màu                                       | Waiting For Colors                                | Menunggu Warna                                        | 12'        | 2013         | Fiction/ Truyện     | Indonesia       |
| 28  | Ngoài kia có gì                                       | What's Out There?                                 | Ngoài kia có gì                                       | 14'        |              | Fiction/ Truyện     | Việt Nam        |
| 29  | Bao giờ về                                            | When I'd Come Back                                | Bao giờ về                                            | 14'50''    |              | Doc/Tài liệu        | Việt Nam        |
| 30  | Violin                                                | Violin                                            | WhyLean                                               | 15'        |              | Fiction/ Truyện     | Ấn Độ           |

Chú thích
Tựa phim thể hiện phim giành giải xuất sắc nhất
Tựa phim thể hiện phim giành giải Ban giám khảo và lọt top 5 đề cử
Tựa phim thể hiện phim lọt top 5 đề cử

## Phim không dự thi
Những bộ phim được chọn cho các chương trình chiếu ngoài cuộc thi:
Biểu tượng () thể hiện phim C16 (cấm trẻ em dưới 16 tuổi)

### Phim chiếu khai mạc
- Sivas – Kaan Müjdeci

### Điện ảnh thế giới

#### Phim dài
- (Sex) Appeal / 寒蟬效應 – Wang Weiming
- Aimless / Lạc lối – Phạm Nhuệ Giang
- And a Verse Called Life / অনুব্রত ভালো আছো? – Partha Sen
- Broken / 방황하는 칼날  – Lee Jeong-ho
- Brothers: The Final Confession / Брати. Остання сповідь – Viktoria Trofimenko
- Camille Claudel 1915 – Bruno Dumont
- Dubrovskiy / Дубровский – Kirill Mikhanovsky, Aleksandr Vartanov
- Gentle / Dịu dàng – Lê Văn Kiệt
- I'm Still / Sigo Siendo – Javier Corcuera
- I.D. – Kamal K. M.
- Ilo Ilo / 爸媽不在家 – Anthony Chen
- Kami Histeria – Shamyl Othman
- Living With History / Sống cùng lịch sử – Nguyễn Thanh Vân
- Me, Myself and Mum / Les garçons et Guillaume, à table! – Guillaume Gallienne
- Melbourne / ملبورن – Nima Javidi
- Philomena – Stephen Frears
- Red Amnesia / 闯入者 – Wang Xiaoshuai
- Renoir – Gilles Bourdos
- Rise / Hương ga – Cường Ngô
- Shopping – Mark Albiston, Louis Sutherland
- Soekarno – Hanung Bramantyo
- Star / Звезда – Anna Melikian
- The Isthmus / ที่ว่างระหว่างสมุทร – Sopawan Boonnimitra, Peerachai Kerdsint
- The Legend Makers / Những người viết huyền thoại – Bùi Tuấn Dũng
- The Paternal House / خانه پدری – Kianoush Ayari
- The Red Violin / Le Violon Rouge – François Girard
- The Sacred Arrow / 五彩神箭 – Pema Tseden
- The Selfish Giant – Clio Barnard
- Thread of Lies / 우아한 거짓말 – Lee Han
- Tunnel of Love: The Place for Miracles / クレヴァニ、愛のトンネル – Imazeki Akiyoshi
- With You, Without You / ඔබ නැතුව ඔබ එක්ක – Prasanna Vithanage
- Yves Saint Laurent – Jalil Lespert

#### Phim tài liệu dài
- As Time Goes By in Shanghai – Uli Gaulke
- Jazz in Love – Baby Ruth Villarama
- Little Hanoi – Martina Saková
- Masked Monkey - The Evolution Of Darwin's Theory – Ismail Fahmi Lubish
- Sad Songs of Happiness – Constanze Knoche
- The Empire of Shame / 탐욕의 제국 – Hong Li-gyeong
- The Missing Picture / L'Image manquante – Rithy Panh
- Thiện Nhân: The Human Flame / Lửa Thiện Nhân – Đặng Hồng Giang

#### Phim ngắn
Phim ngắn:
- Backyard (12′)
- Chicken (15′)
- Glitch (4′)
- Nostalgia (4′)

Phim tài liệu:
- Dr. Tran Duy Hung - A Hanoian / Bác sĩ Trần Duy Hưng - Một người Hà Nội (32′)
- Hanoi In My Heart / Hà Nội Trong Tôi (29′)
- Moana: The Rising of the Sea (35′)
- Royal Recognition / Đạo sắc phong (30′)
- Stem Cell Application / Ứng dụng tế bào gốc (29′)
- The Encounter of the Dragon and the Clouds / Long vân khánh hội (35′)
- Travel To The Country That No Longer Exists (43′)

Phim hoạt hình:
- Beluga (2′)
- Birthday  (3′)
- Bookends (3′)
- Broken Wand (3′)
- Butterfly Song (3′)
- Cigarette Smoke / Khói thuốc lá (10′)
- Fire Fin Leader / Thủ lĩnh vây lửa (10′)
- Monster (2′)
- Nexus (2′)
- Parcel Quest (2′)
- Plucking White Turnip / Nhổ củ cải (14′)
- Rhacophorus & Hylarana / Chẫu Chàng - Chẫu Chuộc (10′)
- Seed (2′)

### Tiêu điểm điện ảnh Philippines
“Chương trình tiêu điểm điện ảnh Philippines” mang đến cho khán giả 6 bộ phim mới của điện ảnh Phillipines, là các bộ phim được sản xuất trong năm 2013.
- Lauriana – Mel Chionglo
- Otso – Elwood Perez
- Rekorder – Mikhail Red
- Sonata – Lore Reyes, Peque Gallaga
- Transit – Hannah Espia
- What Are the Colors of Forgotten Dreams? / Ano ang kulay ng mga nakalimutang pangarap? – Jose Javier Reyes

### Phim thắng giải NETPAC
- CR No: 89 / ക്രൈം നമ്പർ: 89 – Sudevan
- Harmony Lessons / Асланның сабақтары – Emir Baigazin
- Justice / Hustisya – Joel Lamangan
- The Patience Stone / سنگ صبور – Atiq Rahimi
- What They Don't Talk About When They Talk About Love / yang tidak dibicarakan ketika membicarakan cinta – Mouly Surya

### Phim Việt Nam đương đại
11 trong tổng 18 bộ phim Việt Nam tham dự đã được chiếu trong khuôn khổ chương trình "Phim Việt Nam đương đại".
- Âm mưu giày gót nhọn / How to Fight in Six Inch Heels – Hàm Trần
- Bước khẽ đến hạnh phúc / Gentle Steps to Happiness – Lưu Trọng Ninh
- Căn phòng của mẹ / Homostratus – Síu Phạm
- Đoạt hồn / Hollow – Hàm Trần
- Scandal: Hào quang trở lại / Scandal 2  – Victor Vu
- Hiệp sĩ mù / Blind Warrior – Lưu Huỳnh
- Lạc giới / Paradise in Heart – Phi Tiến Sơn
- Mùa hè lạnh / Cold Summer – Ngô Quang Hải
- Nước 2030 / 2030 – Nguyễn Võ Nghiêm Minh
- Quả tim máu / Vengeful Heart – Victor Vu
- Thần tượng / The Talent – Nguyễn Quang Huy

## Danh sách đề cử và chiến thắng
Sau 5 ngày làm việc, Ban Giám khảo uy tín đã tìm ra các cá nhân xuất sắc từ 43 bộ phim dài, phim ngắn được tuyển chọn dự thi. Đêm bế mạc ngày 27 tháng 11 đã công bố các đề cử tham gia và và trao các giải thưởng.
Chú thích
Tựa phim thể hiện phim giành giải xuất sắc nhất
Tựa phim thể hiện phim giành giải Ban giám khảo

### Phim dài
| Phim dài xuất sắc nhất & Giải Ban giám khảo - Hai người phụ nữ – Vera Glagoleva - Đập cánh giữa không trung – Nguyễn Hoàng Điệp - Người đóng quan tài – Jason Paul Laxamana - Cá và mèo – Shahram Mokri - Sức nặng – Daniel Borgman | Đạo diễn xuất sắc nhất - Shahram Mokr – Cá và mèo - Vera Glagoleva – Hai người phụ nữ - Bang Eun-jin – Đường về nhà                                                                         |
| Diễn viên nam chính xuất sắc nhất - Allen Dizon – Người đóng quan tài (vai Randy) - Thanh Duy – Đập cánh giữa không trung (vai Linh) - Go Soo – Đường về nhà (vai Jong-bae)                                                         | Diễn viên nữ chính xuất sắc nhất - Anna Astrakhantseva – Hai người phụ nữ (vai Natalya Petrovna) - Thùy Anh – Đập cánh giữa không trung (vai Huyền) - Dina Tukubayeva – Nagima (vai Nagima) |
| Biểu dương đặc biệt dành cho diễn viên thiếu nhi - Demos Murphy – Sức nặng (vai Adrian) | |

### Phim ngắn
| Phim ngắn xuất sắc nhất & Giải Ban giám khảo - Chờ đợi sắc màu – Adriyanto Dewo - Ngoài kia có gì? – Nguyễn Diệp Thùy Anh - Chăn cừu – Ruslan Akun - Cam-pu-chia 2099 – Davy Chou - Chuyện vặt – Ahn Yong-hae | Đạo diễn trẻ xuất sắc nhất - Ruslan Akun – Chăn cừu - Trần Thế Khương – Người viết thư thuê cuối cùng ở Thành phố Hồ Chí Minh - Đào Quốc Trung – Đóng vào, mở ra |

### Giải NETPAC
| Giải Mạng lưới khuyến khích điện ảnh châu Á (NETPAC) - Người đóng quan tài – Jason Paul Laxamana - Alone – Wang Bing - The Singing Pond – Indika Ferdinando - Camera – James Leong - Cinta/Mati – Ody C. Harahap - Đường về nhà – Bang Eun-jin - Tâm hồn trống rỗng – Shaji N. Karun - Đập cánh giữa không trung – Nguyễn Hoàng Điệp - Những đứa con của làng – Nguyễn Đức Việt |

## Chương trình Trại sáng tác trẻ
Trại sáng tác trẻ HANIFF 2014 (Tiếng Anh: HANIFF Campus 2014) là lần thứ 2 tổ chức của Trại sáng tác trẻ HANIFF, nằm trong khuôn khổ Liên hoan phim quốc tế Hà Nội. Đây là nơi những tài năng trẻ có cơ hội để làm việc cùng với các nhà làm phim chuyên nghiệp, bên cạnh đó mang đến cho họ nền tảng nhằm làm mới mẻ hơn tầm nhìn của họ, khám phá những chân trời mới, tìm kiếm những cộng sự và thảo luận về những trào lưu cũng như sự phát triển mới trong điện ảnh và truyền thông đương đại. Trại sáng tác trẻ HANIFF kéo dài trong 6 ngày và bao gồm nhiều chương trình khác nhau cho các đạo diễn, quay phim, nhà phân phối, diễn viên và biên kịch.

### Các hoạt động
Các bài giảng, hội thảo nhóm và những ngôi sao nổi tiếng sẽ mang đến những chủ đề nóng hổi, tạo cảm hứng mạnh mẽ cho lĩnh vực làm phim ngày nay. Được tổ chức tại Nhà Hát Lớn hoặc Khách sạn của Liên Hoan Phim, chương trình này bao gồm những sự kiện lớn với những chủ đề chung thích hợp với tất cả tài năng trẻ. Những đạo diễn, nhà sản xuất, diễn viên, biên tập viên, quay phim và nhà thiết kế sản xuất danh tiếng trên thế giới sẽ chia sẻ kinh nghiệm của họ trong các bài giảng cũng như các buổi hội thảo nhóm. Những chuyên gia này sẽ mang lại nhiều cách thức làm việc khác nhau, bên cạnh đó chia sẻ kinh nghiệm trong mọi khía cạnh từ quá trình sản xuất đến quảng bá phim. Rất nhiều sự kiện trong chương trình này sẽ đề cập tới những vấn đề đương đại của ngành điện ảnh và sẽ được thể hiện rõ trong khuôn khổ liên hoan phim quốc tế tại Hà Nội lần này.
Những buổi hội thảo, thuyết trình và nghiên cứu sẽ giúp cho các tài năng trẻ được trao đổi kinh nghiệm với những chuyên gia đẳng cấp trên thế giới. Đây sẽ là dịp giúp những Tài năng có cơ hội trao đổi kinh nghiệm với các chuyên gia tham dự Liên hoan phim. Các buổi thực hành này sẽ tập trung vào những lĩnh vực chuyên biệt với các khoảng thời gian khác nhau, giúp các tài năng đến từ mọi lĩnh vực có cơ hội để tham gia vào tất cả các phần trong chương trình. Ví dụ những đạo diễn trẻ sẽ được tiếp nhận những thông tin quý giá về kỹ thuật quay phim, kỹ thuật diễn xuất, thiết kế sản xuất; những nhà sản xuất trẻ cũng sẽ được học hỏi về quy trình làm việc của nhà thiết kể sản phẩm; những diễn viên trẻ được lĩnh hội kiến thức về cách phân phối phim ngắn mới nhất qua internet. Chính việc thiết kế chương trình đa dạng về chuyên ngành và có tính tương tác cao này đã cấu thành nên khung xương cho chương trình thực hành. Những khóa học cơ bản và nâng cao được hướng dẫn bởi những chuyên gia quốc tế nổi tiếng.
Lớp đạo diễn hình ảnh HANIFF bao gồm các Nhà quay phim. Lớp đạo diễn hình ảnh HANIFF sẽ cung cấp cho các nhà quay phim những bài giảng, thảo luận và phần thực hành tập trung vào các kỹ thuật quay phim, cách xử lý các góc máy một cách hiệu quả nhất. Xưởng phim HANIFF là 1 chương trình đào tạo thực hành dành cho 1 nhóm khoảng 15 diễn viên. Chương trình này sẽ cung cấp cho các bạn nhiều cơ hội được đào tạo một cách đa dạng về cách làm 1 bộ phim, diễn hội thoại, casting và diễn xuất trước máy quay. Chương trình đào tạo này không chỉ dành cho diễn viên, nó còn tập trung chính vào việc khuyến khích sự công tác của các đạo diễn, nhà sản xuất, nhà quay phim, nhà biên kịch. Chương trình này còn có mục đích giúp nâng cao khả năng của các đạo diễn bằng việc kết nối họ với những nhà làm phim chuyên nghiệp đến từ những mảng khác nhau .
Buổi trao đổi ý tưởng kịch bản HANIFF là một chương trình đào tạo thực hành dành cho những nhà biên kịch tham gia trong trại sáng tác trẻ HANIFF. Khoảng 15 thí sinh trong trại sáng tác trẻ sẽ được lựa chọn bởi 1 giám khảo để tiếp tục tham gia Buối trao đổi ý tưởng kịch bản HANIFF– 1 chương trình đào tạo thực hành cho các nhà biên kịch. Chương trình này sẽ giúp những tài năng trẻ trong lĩnh vực biên kịch sáng tạo ra những kịch bản hay, phát triển nhân vật, lời thoại một cách tròn trịa và tinh tế nhất. Chương trình này kết nối những nhà biên kịch trẻ với những cố vấn kịch bản hàng đầu trên thế giới nhằm thảo luận và phát triển những kịch bản chưa được gọt dũa. Buổi trao đổi được mở đầu bằng việc cung cấp nền tảng cho phần đào tạo huấn luyện và nhận xét sau này với những nhà cố vấn dày dặn kinh nghiệm – những người sẽ làm việc với các nhà biên kịch, đạo diễn nhằm phát triển một cách chuyên sâu các dự án của họ.

### Giảng viên
Trại sáng tác đã mời đến nhiều chuyên gia đầu ngành về điện ảnh trong và ngoài khu vực châu Á – Thái Bình Dương và thế giới gồm:
- Ông Joe Lawlor : nhà sản xuất, đạo diễn, nhà văn – Lớp đạo diễn
- Ông Cho Young-jik : quay phim – Lớp đạo diễn hình ảnh
- Ông Uli Gaulke : biên kịch, đạo diễn – Lớp biên kịch

### Danh sách học viên
| 1  | Nguyễn Ngọc Quang    | Việt Nam | 11 | Nguyễn Hữu Hoàng       | Việt Nam | 21 | Huỳnh Viết Phương   | Việt Nam    |
| 2  | Ngô Văn Tài          | Việt Nam | 12 | Nguyễn Hà Phương       | Việt Nam | 22 | Nguyễn Đức Tú       | Việt Nam    |
| 3  | Lê Hiếu              | Việt Nam | 13 | Trần Ngọc Sáng         | Việt Nam | 23 | Nguyễn Hà Lê        | Việt Nam    |
| 4  | Đào Đức Thanh        | Việt Nam | 14 | Đỗ Mạnh Tuân           | Việt Nam | 24 | Nguyễn Thủy Giang   | Việt Nam    |
| 5  | Đỗ Trọng Hiếu        | Việt Nam | 15 | Kaori Mayama           | Nhật Bản | 25 | Trần Dũng Thanh Huy | Việt Nam    |
| 6  | Nguyễn Minh Tiến     | Việt Nam | 16 | Lâm Mạnh Tùng          | Việt Nam | 26 | Đỗ Như Trang        | Việt Nam    |
| 7  | La Chí Dũng          | Việt Nam | 17 | Lê Thu Minh            | Việt Nam | 27 | Yusuf Radjamuda     | Indonesia   |
| 8  | Đặng Nguyễn Tuấn Anh | Việt Nam | 18 | Nguyễn Thị Như Khanh   | Việt Nam | 28 | Shin Il             | Hàn Quốc    |
| 9  | Phạm Văn Vững        | Việt Nam | 19 | Huỳnh Nguyễn Đăng Khoa | Việt Nam | 29 | Ian Lorenos         | Philippines |
| 10 | Đặng Kim Long        | Việt Nam | 20 | Nguyễn Thị Mỹ Trang    | Việt Nam | 30 | Napat Tangsanga     | Thái Lan    |

Chú thích
Tên học viên thể hiện học viên xuất sắc của mỗi lớp

### Giải thưởng
Ba học viên xuất sắc ở từng lớp là Shin Il - người Hàn Quốc (lớp đạo diễn), Nguyễn Minh Tiến (lớp đạo diễn hình ảnh) và Nguyễn Thị Mỹ Trang (lớp biên kịch). Mỗi người nhận được phần thưởng 500 USD tiền mặt. Riêng Nguyễn Thị Mỹ Trang còn nhận thêm được một phần thưởng đặc biệt từ Viện Goethe là học bổng toàn phần tham dự Trại sáng tác của Liên hoan phim quốc tế Berlin (một trong ba LHP uy tín nhất thế giới) diễn ra tại thủ đô nước Đức vào tháng 1 năm 2015.

## Chương trình Chợ dự án phim
Chợ dự án phim 2014 (Tiếng Anh: Film Project Market 2014) là một chương trình trong khuôn khổ liên hoan phim đầu tiên được tổ chức trong thời gian từ ngày 24 đến ngày 25 tháng 11 năm 2014 do Cục Điện ảnh Việt Nam và Công ty BHD Việt Nam Media Corp phối hợp tổ chức.

### Ban giám khảo
Chương trình đã mời những chuyên gia hàng đầu trong lĩnh vực phát hành phim, liên hoan phim cũng như các nhà đầu tư quốc tế tới trò chuyện và chia sẻ kinh nghiệm như:
- Ông Jeon Chanil : Phó Giám đốc Hội chợ phim châu Á của Liên hoan phim quốc tế Busan
- Ông Kini Kim : Phó chủ tịch CJ Entertainment, người đứng đầu hoạt động phân phối quốc tế tại Mỹ và châu Á
- Ông Jean Christophe Baubiat : Giám đốc tiếp thị (thị trường các nước nói tiếng Pháp) của UniFrance
- Ông John Badalu : Đại diện Liên hoan phim quốc tế Berlin tại khu vực Đông Nam Á

### Danh sách dự án
Trong số gần 100 dự án phim gửi tới tham dự, Ban tổ chức Chợ dự án lựa chọn, công bố 5 dự án xuất sắc nhất gồm:
| STT | Tựa                       | Đạo diễn                | Quốc gia    | Phát hành | Phát hành                                               |
| STT | Tựa                       | Đạo diễn                | Quốc gia    | Năm       | Tựa                                                     |
| --- | ------------------------- | ----------------------- | ----------- | --------- | ------------------------------------------------------- |
| 1   | 30 Days of Ginger         | Teo Eng Tiong           | Singapore   | —         | —                                                       |
| 2   | A Wrong Season            | Carlo Francisco Manatad | Philippines | 2021      | Whether the Weather Is Fine / Kun maupay man it panahon |
| 3   | A Shade of Paradise       | Síu Phạm                | Việt Nam    | 2017      | On the Endless Road / Con đường trên núi                |
| 4   | We Ain't Nice Always      | Phan Gia Nhật Linh      | Việt Nam    | —         | —                                                       |
| 5   | Honeygiver Among the Dogs | Dechen Roder            | Bhutan      | 2016      | Honeygiver Among the Dogs / Munmo tashi khyidron        |

Chú thích
Tựa phim thể hiện phim giành giải xuất sắc nhất
Tựa phim thể hiện phim giành giải Ban giám khảo

### Giải thưởng
Trong hai ngày diễn ra chính thức, BTC chương trình Chợ dự án phim đã tìm ra được 2 trong số 5 ấn tượng nhất, kịch bản “Honey giver among the dogs” của nữ đạo diễn kiêm nhà sản xuất Dechen Roder đến từ Bumthang, Bhutan và kịch bản "A Shade Of Paradise" của đạo diễn Việt Nam Síu Phạm được chọn là 2 kịch bản tốt nhất. Tuy nhiên, qua phần đánh giá khách quan thì giải thưởng 10.000 USD đã được trao cho kịch bản xuất sắc hơn là bộ phim “Honeygiver among the dogs” – Người đưa mật ong của Dechen Roder.
- Dự án xuất sắc nhất: Honeygiver Among The Dogs – Dechen Roder
- Giải Ban giám khảo: A Shade of Paradise – Síu Phạm